# 후쿠다 신노스케
후쿠다 신노스케(일본어: 福田 心之助, 2000년 9월 4일~)는 일본의 축구 선수이다.

## 구단 경력
그는 2023년 J1리그의 교토 상가 FC에 입단했다.